# Брітсюм
Брітсюм (нід. Britsum) — село в нідерландській провінції Фрисландія. Входить до муніципалітету Леуварден.
Його площа становить 4,98км², а населення станом на 2021 рік складало 950 осіб.
Перша згадка про населений пункт датується 944 роком.

## Галерея

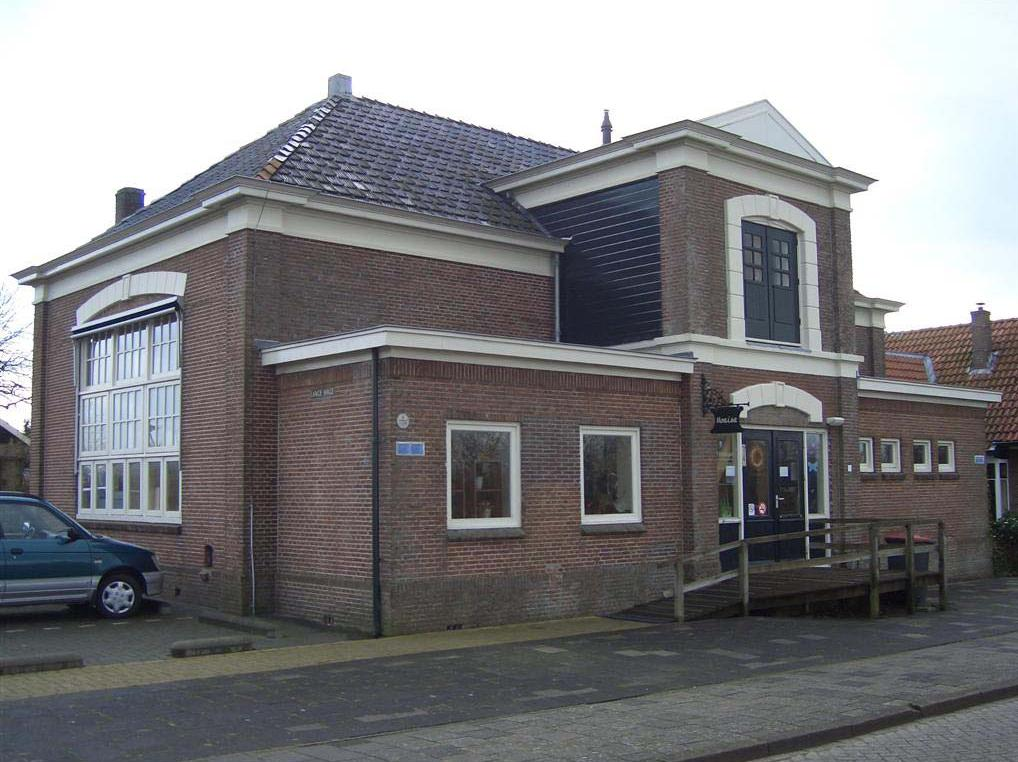
Будівля колишньої школи
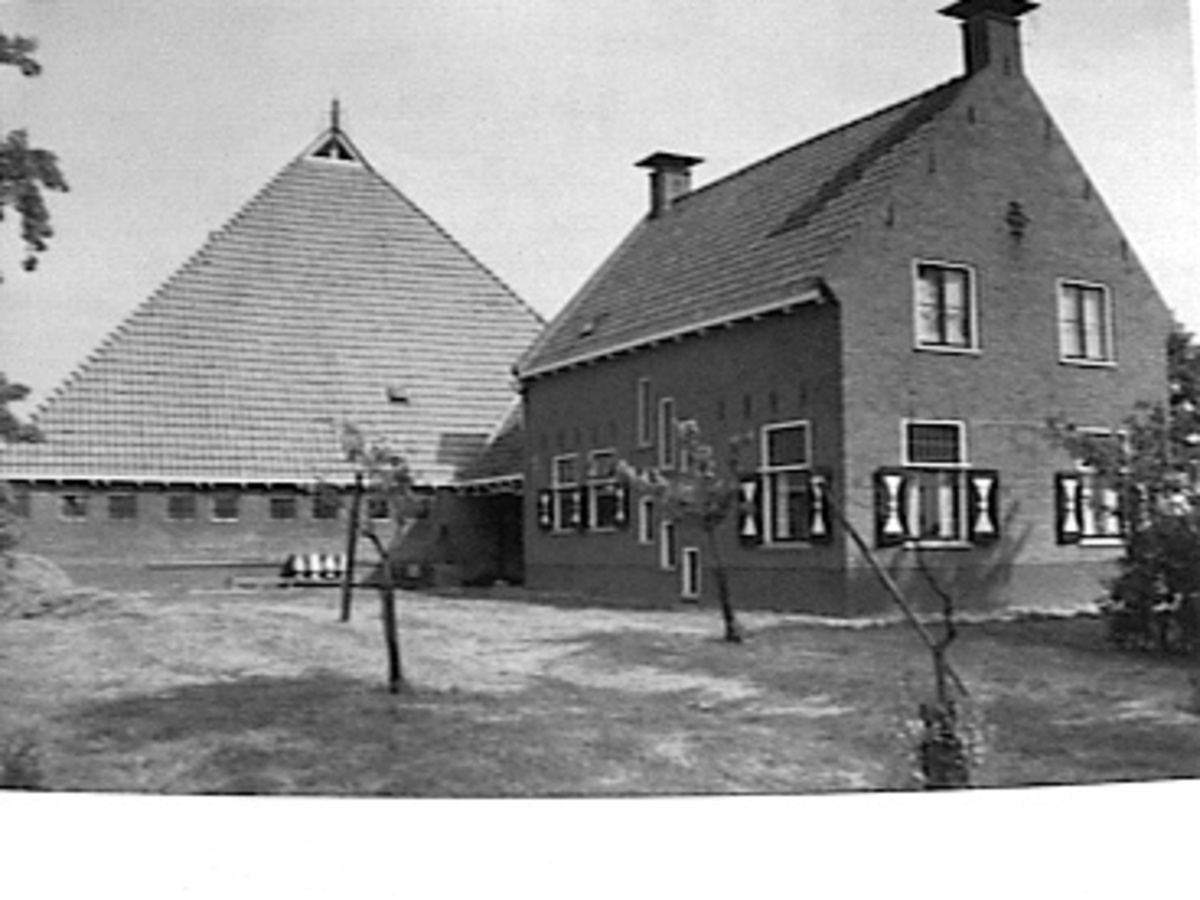
Ферма у Брітсюмі